# HBTQ-rättigheter i Sverige

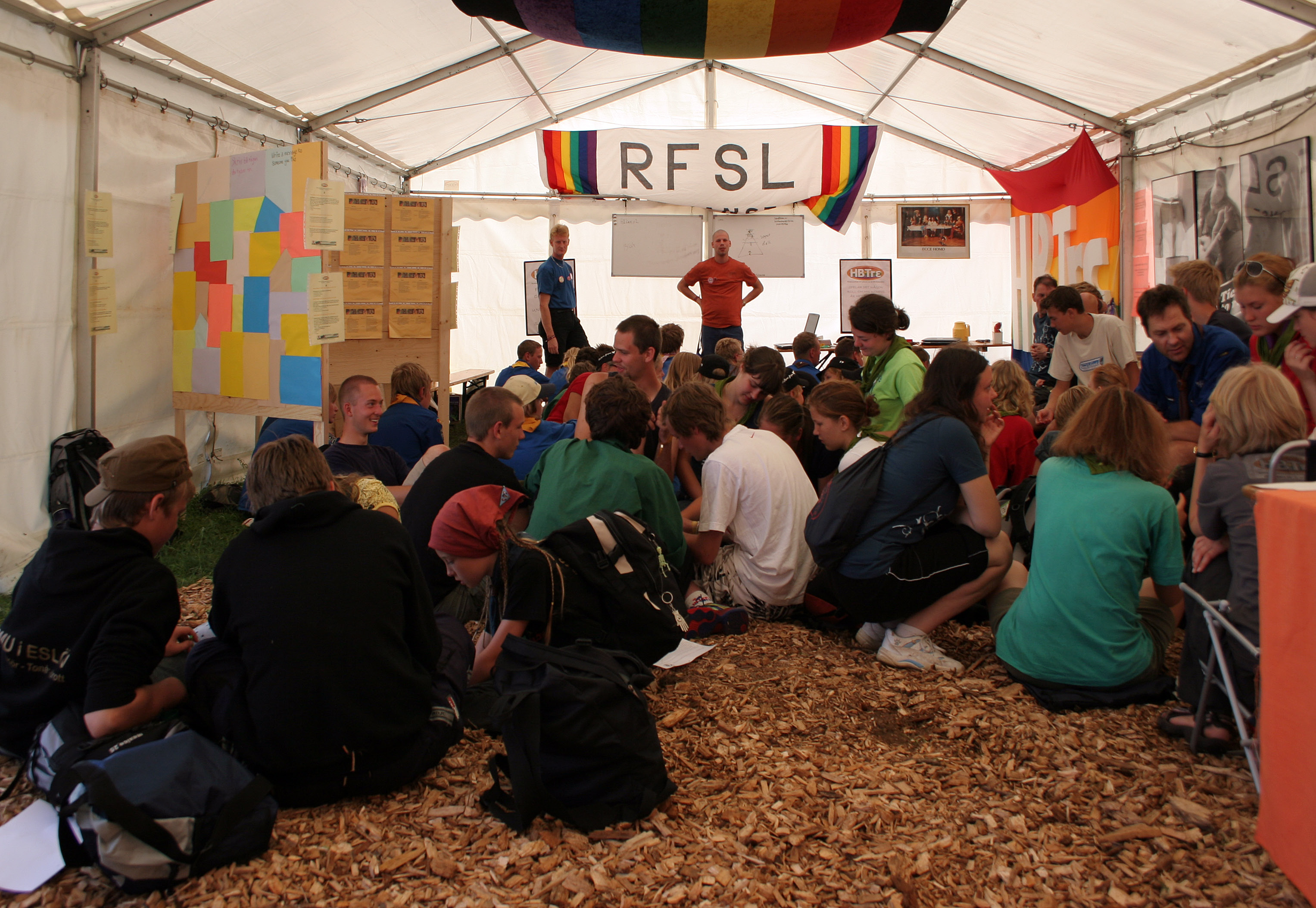
RFSL har ett seminarium i Rinkeby

HBTQ-rättigheter i Sverige är de juridiska rättigheter som tillfaller och omfattar HBTQ-personer (homosexuella, bisexuella, transpersoner och queera). De svenska HBTQ-rättigheterna betraktas idag som några av de mer progressiva i Europa och i världen. Homosexualitet legaliserades 1944 och samtyckseåldern jämställdes med heterosexuell aktivitet 1972. Sverige blev det första landet i världen som tillät transpersoner att ändra juridiskt kön 1972. "Transvestism" togs dock inte bort som psykiatrisk diagnos förrän 2009 och kravet på sterilisering i samband med ändring av juridiskt kön togs bort först 2013. Den 1 maj 2009 legaliserades samkönade äktenskap.
Efter att ha tillåtit registrerade partnerskap 1995, blev Sverige 2009 det sjunde landet i världen som legaliserade samkönade äktenskap. Diskriminering på grund av sexuell läggning är förbjudet sedan 1987. Sedan 2009 är diskriminering utifrån könsidentitet och -uttryck förbjudet. Samkönade par kan ansöka om adoption sedan 2003 och samkönade kvinnliga par har haft tillgång till IVF och assisterad inseminering sedan 2005.

## Erkännande av samkönade relationer

### Registrerat partnerskap
Samkönade par fick rätt att ingå registrerade partnerskap år 1995. Dessa partnerskap hade alla rättigheter som äktenskap hade, med ett fåtal undantag, som att man var tvungen att vara 18 år, att man måste ha någon slags anknytning till Sverige och att man bara kunde ingå partnerskapen civilt. Sedan maj 2009 accepteras inte nyregistrerade partnerskap längre, på grund av legaliseringen av samkönade äktenskap när äktenskapsbalken då blev könsneutral. Redan existerade partnerskap kvarstår oförändrade, förutom att de kan ändras till äktenskapsstatus under lagen om så önskas.

### Samkönade äktenskap
Från 1 maj 2009 är vigsel mellan två personer av samma kön lagligt. Detta röstades igenom 2008 i Sveriges riksdag genom att lagen om registrerat partnerskap upphävdes. I samband med detta justerades även äktenskapsbalken, föräldrabalken, brottsbalken, adoptionslagen, sambolagen och ett flertal andra lagar berörande äktenskap till att bli könsneutrala. Sveriges riksdag röstade igenom en komplett legalisering av samkönade äktenskap, med 261 röster mot 22, där de 22 bestod av de flesta, men inte alla, kristdemokratiska riksdagsledamöter.
22 oktober 2009 röstade Svenska kyrkan med stark majoritet för att välsigna homosexuella par, inklusive användandet av ordet "äktenskap". De nya reglerna introducerades 1 november 2009.

## Lagar rörande samkönade äktenskap
Sverige legaliserade samkönade sexuella aktiviteter 1944, samma år som den sexuella myndighetsåldern blev 18 år. 1987 infördes bastuklubbslagen och en lag mot prostitution för att förhindra spridningen av HIV. Lagen togs bort 2004. 1972 blev Sverige världens första land att tillåta att transsexuella på laglig väg få könskorrigerande behandling och erbjuder fri hormonterapi. Samtidigt ändrades den sexuella myndighetsåldern till 15 år. 1979 sjukanmälde sig ett antal personer för att "vara homosexuella", för att protestera mot att homosexualitet fortfarande klassificerades som en sjukdom. Därefter inleddes en aktivistockupation av Socialstyrelsens huvudkontor. Inom några få månader blev Sverige ett av världens första länder att avklassificera homosexualitetens sjukdomsstatus. Transvestism avklassificerades som sjukdom 2009.

## Familjemöjligheter
Sedan 1 februari 2003 har HBTQ-personer med registrerat partnerskap eller äktenskap samma rättigheter till adoption som gifta par (vilket även inkluderar ensamstående HBTQ-personers rätt att adoptera). Justitiedepartementet skriver om adoptioner från utlandet att "vad gäller adoptioner från utlandet är det viktigt att vi är känsliga och medvetna om att de länder som Sverige samarbetar med ofta har annorlunda syn på homosexuella personer och homosexuellt föräldraskap. Samarbete vad gäller adoptioner mellan länder måste baseras på tillit. Detta betyder att de begränsningar och principer som ursprungsländerna fastställer måste åtlydas."
2005 genomfördes en ny lag som lät samkönade kvinnliga par att insemineras artificiellt på offentliga sjukhus.

## Militärtjänst
Till skillnad från många andra länder har Sverige i modern tid inte haft något förbud mot HBTQ-personer att göra värnplikt eller arbeta inom Försvarsmakten. Dock fanns det fram till 1976 en militärmedicinsk rekommendation om att personer som diagnostiserades med homosexualitet eller transsexualism skulle ges frisedel från värnplikten. RFSL ifrågasatte denna rekommendation och drev ett principfall mot Värnpliktsverket vilket resulterade i att reglerna ändrades. Det dröjde dock till 1989, tio år efter att sjukdomsstämpeln på homosexualitet avskaffats, innan "homosexualitet" ströks från de militärmedicinska diagnosförteckningarna. Försvarsmakten har sedan början av 2000-talet ett aktivt arbete för att förbättra HBTQ-personers arbetsmiljö.

## Transpersoners rättigheter
Möjlighet till medicinsk könskorrigering, antingen genom fullt ingrepp eller partiellt med hormonell behandling, har funnits sedan 1972, men då bara förutsatt att man var steriliserad och fyllde flera andra kriterier, såsom att man måste vara svensk medborgare, 18 år gammal, ogift, och ha levt som motsatt kön i två år. Lagen uppdaterades 2007, med förslag på att ta bort kravet på att vara svensk medborgare, ogift och steriliserad, och presenterades till den kristdemokratiska hälsoministern. 2013 togs steriliseringskravet bort och det gjordes möjligt för de drabbade att ansöka om en ersättning på 225 000 kronor. Regeringen tog 2017 intitiativ till en ny könstillhöringhetslagstiftning. En del i förslaget var att åldersgränsen för att ansöka om ändring av juridiskt kön eller att få tillstånd för könskorrigering av socialstyrelsen, ska vara 15 år. Regeringen drog sedan tillbaka förslaget.

## Antigenusrörelsen
Sverige har i allt högre grad påverkats av antigenuskampanjer, som är en del av en bredare transnationell rörelse som motsätter sig jämställdhet, transpersoners rättigheter, andra HBTQ-rättigheter samt feministisk och queerteoretisk forskning. Dessa kampanjer mobiliserar sig kring det påhittade begreppet "genusideologi" (även "könsidentitetsideologi"), ett uttryck som används nedsättande av antigenusaktörer för att delegitimera genusvetenskap och HBTQ-personers och kvinnors mänskliga rättigheter.
År 2021 skrev 943 präster och anställda inom Svenska kyrkan: "Vi ser att transexkluderande feminism använder en retorik som vi känner igen från radikala högerkristna grupper och högerpopulister (...) Vi sörjer en rättighetsrörelse som slår neråt. Du, jag, vi, alla behöver en bred solidarisk feminism som bekämpar trånga könsnormer."

## Översiktstabell
| Samkönad sexuell aktivitet                                                                                       | Samkönad sexuell aktivitet |
| --- | --- |
| Legalisering av samkönad sexuell aktivitet                                                                       | (Sedan år 1944) |
| Jämställd sexuell myndighetsålder (15 år)                                                                        | (Sedan år 1978) |
| Homosexualitet avklassificerad som en sjukdom                                                                    | (Sedan år 1979) |
| Diskrimineringslagstiftningar                                                                                    | |
| Lagstiftning mot diskriminering i arbetslivet                                                                    | Ja |
| Lagstiftning mot diskriminering i vetenskaps- och utbildningsväsendet                                            | Ja |
| Lagstiftning mot diskriminering vid tillhandahållande av varor och tjänster                                      | Ja |
| Lagstiftning mot diskriminering i alla andra områden (inklusive indirekt diskriminering, hets mot folkgrupp etc) | Ja |
| Lagstiftningen gällande diskriminering täcker: sexuell läggning, kön, könsidentitet och uttryck                  | (Sveriges diskrimineringslag trädde i kraft år 2009)                                                                                               |
| Hatbrottslagen täcker hbtqi-identiteter                                                                          | (Sedan 2010 för sexuell läggning och sedan 2018 för könsöverskridande identitet eller uttryck, intersex omfattas av "annan liknande omständighet") |
| Samkönade förhållanden                                                                                           | |
| Erkännande av samkönade civila parförhållanden                                                                   | (Sedan 1987 i form av samboskap, könsneutral sedan 2003, registrerat partnerskap mellan 1995 och 2009)                                             |
| Samkönat äktenskap                                                                                               | (Sedan 2009 med könsneutral äktenskapsbalk, vigsel i kyrkan samma år)                                                                              |
| Föräldraskap och barn                                                                                            | |
| Närståendeadoption för samkönade par                                                                             | (I form av förmyndarskap sedan år 2003, automatiskt föräldraskap inom civila parförhållanden sedan 2022)                                           |
| Samkönad adoption                                                                                                | (Sedan år 2003, automatiskt föräldraskap inom civila parförhållanden sedan 2022)                                                                   |
| Tillgång till IVF för samkönade kvinnliga par och automatiskt föräldraskap för båda partnerna vid födseln        | (Sedan år 2005, automatiskt föräldraskap inom civila parförhållanden sedan 2022)                                                                   |
| Könsneutral föräldrabalk                                                                                         | Nej |
| Fler än två vårdnadshavare                                                                                       | Nej |
| Altruistiskt surrogatskap för samkönade par                                                                      | (Ej tillåtet inom ramen för svensk sjukvård, oavsett sexuell läggning eller kön)                                                                   |
| Militär tjänstgöring                                                                                             | |
| HBTQIA+-personer kan tjänstgöra öppet i landets försvar                                                          | (Sedan år 1976) |
| Trans och intersex rättigheter                                                                                   | |
| Transsexualism avklassificerad som sjukdom                                                                       | (Sedan år 2017) |
| Rätt att ändra juridiskt kön                                                                                     | (Sedan år 1972, första landet i världen att tillåta transpersoner att ändra juridiskt kön)                                                         |
| Möjlighet att ändra juridiskt kön utan steriliseringskrav                                                        | (Sedan 2013) |
| Möjlighet att ändra juridiskt kön utan psykiatrisk/psykologisk utredning                                         | (Från Juli 2025) |
| Möjlighet att ändra juridiskt kön baserat på självbestämmande                                                    | Nej |
| Möjlighet att ändra juridiskt namn oavsett juridiskt kön utan psykiatrisk/psykologisk utredning                  | (Sedan år 2009) |
| Tillgång till officiella ursäkter och ersättning/skadestånd för transpersoner                                    | (Sedan 2018 kan ersättning ansökas av de påverkade av steriliseringskravet)                                                                        |
| Minderåriga intersexpersoner skyddade mot invasiva/medicinskt omotiverade operationer                            | Nej |
| Tillgång till officiella ursäkter och ersättning/skadestånd för intersexpersoner                                 | Nej |
| Tredje juridiskt könsalternativ                                                                                  | Nej |
| Annat | |
| Män som har sex med män/MSM kan donera blod                                                                      | / (Karenstid på 6 månader efter alla sexuella kontakter)                                                                                           |
| Omvändelseförsök förbjudet på minderåriga                                                                        | Nej |
| HBTQIA+ inkluderande undervisning i grundskolan                                                                  | Ja |
| Erkännande av sexuell läggning, kön, könsidentitet och uttryck som anledning för asylansökningar                 | Ja |